# هيرواكي تسوجيكامي
هيرواكي تسوجيكامي (باليابانية: 辻上 裕章) (31 أغسطس 1976 في غونما في اليابان – )؛ هو لاعب كرة قدم سابق كان يلعب كمدافع.